# Longwick
Longwick is een plaats in het bestuurlijke gebied Wycombe, in het Engelse graafschap Buckinghamshire met 1267 inwoners. Longwick maakt deel uit van de civil parish Longwick-cum-Ilmer.